# Boulevard du Capitaine-Gèze
Le boulevard du Capitaine-Gèze est une voie marseillaise située dans les 14e et 15e arrondissements de Marseille. 

## Situation et accès
Elle va de la rue de Lyon au boulevard Danielle-Casanova. 
Avec l’avenue du Cap-Pinède, le boulevard constitue un axe majeur de transit entre l’autoroute A7 et l'autoroute du littoral et permet l'accès au port de Marseille.
Il se situe à la limite des quartiers du Canet et des Arnavaux. Il marque également la limite nord-est de la zone d'aménagement urbain Euroméditerranée.
Le boulevard du Capitaine-Gèze et l'avenue du Cap-Pinède font fonction de rocade est-ouest entre l’autoroute du soleil, l'autoroute du littoral et le port de Marseille.
Depuis les années 1970 le franchissement des voies nord-sud par cet important axe de transit est assuré par un autopont dit passerelle Gèze. Sa démolition à partir de janvier 2021, dans le cadre de l’Opération d’Intérêt National Euroméditerranée, doit permettre à terme une requalification de l’espace entre la rue de Lyon et la place située à l'entrée de la station de métro Gèze,.
Le boulevard est desservi par les lignes 38 et 535 du réseau de bus RTM et par la ligne 2 du métro de Marseille.

## Origine du nom
Cette voie rend honneur du Capitaine Gèze mort pour la France le 25 août 1944 lors de la Libération de Marseille.

## Historique
Cette voie dénommée boulevard Oddo prolongé prend le nom de « boulevard du Capitaine-Gèze » après la Seconde Guerre mondiale.
Le boulevard comprend deux parties d’importance et d'époque différentes.
 
La première, réalisée en 1892 dans le quartier de La Cabucelle, est une prolongation du boulevard Oddo depuis la rue de Lyon jusqu’au chemin des Aygalades. Dans les années 1920 il va donner accès depuis La Cabucelle au camp de réfugiés arméniens rescapés du génocide, dit Camp Oddo, qui occupe les baraquements d’un ancien camp militaire de la guerre de 1914-1918. Le terrain du camp est ensuite inclus dans la gare aux marchandises de Marseille-Canet construite de 1930 à 1934.
Le second tronçon, dans le quartier des Arnavaux, est réalisé pour le compte de la Ville de Marseille par la compagnie de chemin de fer PLM dans le cadre du chantier de construction de la gare de Marseille-Canet. Ce second prolongement du boulevard Oddo est inscrit dans le plan d'extension de la Ville. Il doit permettre de mettre en valeur des zones mal desservies autour de la traverse rurale des Treize-Coins (aujourd'hui disparue) où sont prévues de nouvelles implantations industrielles. Le chantier comprend la construction deux ponts en béton armé franchissant le ruisseau des Aygalades et les voies d'entrée dans la gare. 

## Bâtiments remarquables et lieux de mémoire
Le boulevard du Capitaine-Gèze dessert essentiellement des zones d’activité secondaires et tertiaires dont le parc d’Affaire des Aygalades, Arnavant Activités, et, au no 67, l’usine de confiseries Haribo.
- Au no 68 se situe le groupe d'HBM Ambrosini construit en 1937, dû à l'architecte lyonnais F. Clermont spécialiste du logement social. C’est la première opération de logement social réalisée dans ces quartiers industriels[8].
- À la jonction du boulevard du Capitaine-Gèze et de l'avenue du Cap-Pinède la station de métro Gèze, terminus nord de la ligne 2 du métro de Marseille, est un pôle d’échange multimodal comprenant un parking relais sur trois niveaux, une gare de bus accueillant 7 lignes de bus, dont une ligne de BHNS. Une deuxième ligne de BHNS est programmée, entre le pôle d’échanges Gèze et celui de La Fourragère via le boulevard Capitaine-Gèze élargi et réaménagé. Cette ligne en site propre doit relier le nord et l'est de Marseille sans passer par le centre-ville[9].